# Saint-Sulpice-de-Cognac
Saint-Sulpice-de-Cognac è un comune delegato del comune di Val-de-Cognac, nel dipartimento della Charente, nella regione della Nuova Aquitania. In precedenza comune autonomo, il 1º gennaio 2024 è confluito insieme all'ex comune di Cherves-Richemont nel nuovo comune di Val-de-Cognac.

## Società

### Evoluzione demografica
Abitanti censiti